# 代尔修道院

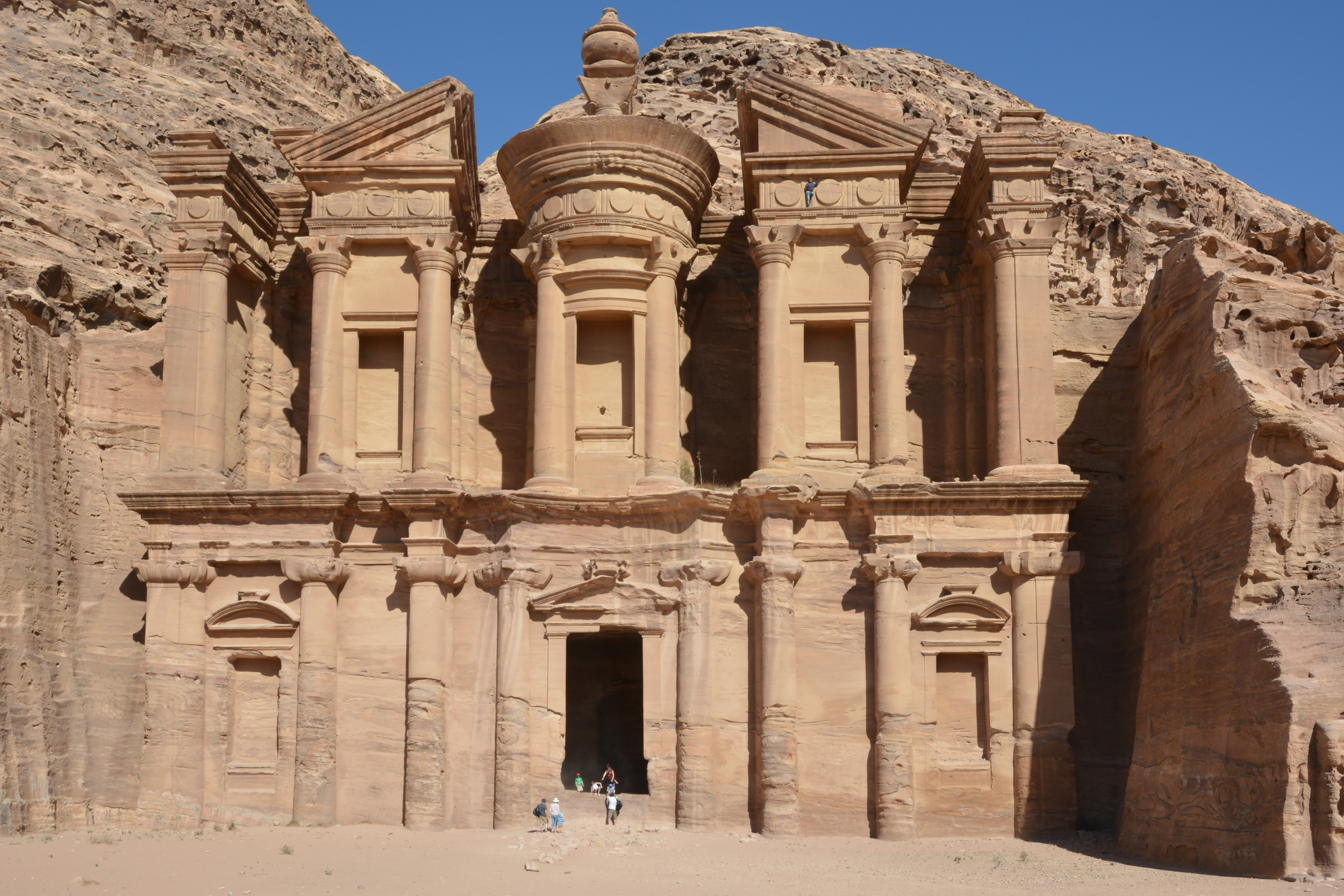
代尔修道院

代尔修道院是位于约旦佩特拉的一個建筑。實際上是有人將岩石雕刻成建築模樣。 代尔修道院的年代為公元一世纪。 該建築在東羅馬帝國时期被改建为教堂。代尔修道院曾出现在多部好莱坞电影中，例如2009年的电影變形金剛：復仇之戰中就有與代尔修道院有關的鏡頭。